# Chiton olivaceus
Chiton olivaceus, ook wel olijfkleurige schubkeverslak, is een keverslakkensoort die behoort tot de familie Chitonidae. De wetenschappelijke naam van de soort is voor het eerst geldig gepubliceerd in 1797 door Spengler.
Chiton olivaceus komt voor in de Middellandse Zee en leeft op een vast substraat, vooral stenen en rotsen.

## Kenmerken
Zoals bij alle keverslakken bestaat de schelp uit een aantal onderling bewegende plaatjes die door een band aan de basis bij elkaar gehouden worden. Na de dood van het dier raken de plaatjes, waarvan alle keverslakken er 8 hebben, los van elkaar. Het hele dier heeft een lengte van ongeveer 32 millimeter en een breedte van ongeveer 16 millimeter. De lengte kan maximaal ca. 40 millimeter worden.
De kleur van de schelp is zeer variabel van olijfgroen tot geel, olijfbruin, oranjerood of zwart.